# 中央統合諸州

中央イタリア統合諸州
Province Unite del Centro Italia (イタリア語)

中央イタリア統合諸州の領土（緑色）

中央イタリア統合諸州（ちゅうおうイタリアとうごうしょしゅう、イタリア語: Province Unite del Centro Italia）は、19世紀後半のイタリア統一運動期にイタリア中部にごく短期間存在した、サルデーニャ王国の従属国である。従来のトスカーナ大公国、パルマ公国、モデナ公国、教皇領によって構成された連合体であった。
この国家連合は、中央イタリア連合（Unione del Centro Italia）、中央イタリア連盟（Confederazione del Centro Italia）、中央イタリア総督府（ Governamento Generale del Centro Italia）の名でも呼ばれる。

## 歴史
1859年8月に、トスカーナ大公国、パルマ公国、モデナ公国、教皇領のサルデーニャ支持政権は軍事条約のグループに加盟した。1859年11月7日、各国はエウジェニオ・エマヌエーレ・ディ・サヴォイア＝ヴィッラフランカを摂政に選んだ。しかしサルデーニャ国王ヴィットーリオ・エマヌエーレ2世はこれを受け入れず、代わりにカルロ・ボン・コンパーニをこの地域の外交・軍事の責任を負う「中央イタリア総督」に任命した。
1859年12月8日、パルマ公国、モデナ公国と教皇領の北部（レガツィオーネ）は、サルデーニャ王国のエミリア州（Provincia Reale di Emilia）に編入された。1860年3月の住民投票を経て、これらの地域は正式にサルデーニャ王国に併合された。
フランス帝国が、中央イタリア併合を承認する代償として、サルデーニャ王国はサヴォワとニースをフランスに割譲した。

## 参照
- States and Regents of the World